# Ignace (Ontario)
Pour les articles homonymes, voir Ignace.
Ignace est une petite localité canadienne située dans le district de Kenora dans le Nord-Ouest de l'Ontario, en Canada. La ville se trouve sur des routes importantes telles que la Route 17, la route Transcanadienne et la Route 599, ce qui en fait un carrefour essentiel dans cette région. De plus, elle est traversée par le chemin de fer du Canadien Pacifique, facilitant ainsi les déplacements et les échanges commerciaux.

## Histoire et développement
Ignace a été fondée en tant que communauté principalement en raison de sa position géographique stratégique le long des routes principales et des voies ferrées, facilitant ainsi le transport et le commerce dans la région. Bien qu’elle soit une petite ville, son emplacement lui a permis de jouer un rôle modeste dans l’économie du Nord-Ouest de l’Ontario, notamment dans les secteurs du commerce et des services.

## Géographie et environnement
La ville d'Ignace est située dans une région caractérisée par une végétation dense, typique des forêts boréales canadiennes. Elle se trouve à une altitude moyenne de 368 mètres, avec une superficie de 72,66 km². Le climat de la région est de type continental, avec des hivers froids et longs, et des étés courts et modérés.

### Climat
Le climat à Ignace varie considérablement au cours de l'année. Les hivers peuvent être rigoureux, avec des températures descendant fréquemment sous les -20°C en janvier. Les étés sont plus modérés, avec des températures moyennes autour de 20°C en juillet. Les précipitations sont relativement équilibrées, bien que la région connaisse des chutes de neige abondantes en hiver.

## Démographie
La population d'Ignace a connu une tendance à la baisse au fil des ans, avec un recensement indiquant une population de 1 709 habitants en 2001, une diminution à 1 431 habitants en 2006, et une population stable de 1 202 habitants en 2011 et 2016. Cela reflète une tendance générale dans les petites communautés rurales du Nord-Ouest de l'Ontario, où l'exode rural et le vieillissement de la population sont des problèmes récurrents.
| 2001  | 2006  | 2011  | 2016  |
| ----- | ----- | ----- | ----- |
| 1 709 | 1 431 | 1 202 | 1 202 |

## Économie et services
Ignace est une petite communauté qui dépend principalement des secteurs du commerce, des services et de l'agriculture. L'industrie forestière a également joué un rôle important dans le passé, bien que son importance ait diminué au fil des années. De nombreux habitants d'Ignace travaillent dans les villes voisines plus grandes, notamment Kenora et Thunder Bay, en raison du nombre limité d'opportunités d'emploi dans la ville elle-même.

## Infrastructures et transports
Ignace est bien connectée aux autres parties de l'Ontario grâce à ses routes principales et à sa connexion ferroviaire. Le transport public est limité, mais les routes bien entretenues permettent aux résidents de se déplacer facilement en voiture ou en bus vers d'autres villes de la région.

## Culture et événements
Ignace, bien que petite, accueille des événements communautaires qui célèbrent la culture locale et la vie en région. Les résidents participent à divers festivals, concerts et événements sportifs tout au long de l'année. Cependant, la ville ne dispose pas de nombreux équipements culturels majeurs comme des théâtres ou des galeries d'art, mais elle met l'accent sur les rassemblements communautaires et les événements en plein air.